# Matt Campbell
Matt Campbell (Warwick, Queensland, 17 febbraio 1995) è un pilota automobilistico australiano e pilota ufficiale della Porsche con cui ha vinto in GT la 24 Ore di Le Mans nel 2018, la 12 ore di Bathurst nel 2017 e nel 2019 e la 24 Ore di Daytona nel 2022. In coppia con Mathieu Jaminet ha vinto il Campionato IMSA WeatherTech SportsCar nella classe GTD Pro nel 2022. Nel 2024 ha vinto con Hypercar 24 Ore di Daytona.

## Carriera

### Gli inizi
Campbell inizia a correre a 14 anni con il supporto della madre. Nel 2011 chiude secondo nel Campionato Queensland Formula Ford e l'anno successivo riesce a vincere la serie. Nel 2015 vince sei gare nel Campionato australiano Carrera Cup e chiude terzo nella serie, nel 2016 ottiene altre quattordici vittorie riuscendo a vincere la serie che gli dà la possibilità di prendere parte alla Porsche Supercup nel 2017.

### WEC e IMSA

#### GT
Nel 2018 esordisce nel Campionato del mondo endurance nella classe GT Am con la Porsche 911 RSR. Nel suo primo anno conquista la vittoria nella 24 Ore di Le Mans ed altre tre vittorie di classe, insieme a Christian Ried chiude secondo in classifica. L'anno successivo partecipa per la prima volta alla 24 Ore di Daytona ed altre due gare del Campionato IMSA WeatherTech SportsCar oltre a correre la sua seconda stagione completa nel WEC. Nel 2020 vince la Petit Le Mans, chiude terzo a Daytona e secondo nella 24 Ore di Le Mans 2020.
Nel 2021 Campbell continua con il team Dempsey-Proton Racing sempre alla guida della Porsche 911 RSR. Chiude terzo in classifica piloti del WEC e nel Campionato IMSA WeatherTech SportsCar vince la 12 Ore di Sebring sempre nella classe GTLM. Nel 2022 partecipa a tempo pieno nel Campionato IMSA WeatherTech SportsCar nella classe GTD Pro. Insieme a Mathieu Jaminet vince la 24 Ore di Daytona e altre quattro vittorie nella serie, a Laguna Seca, a Mosport Park, Lime Rock e al Virginia International Raceway. A fine anno il duo si laurea campione nella classe GTD Pro.
Nel febbraio del 2024, in equipaggio con Laurens Vanthoor e Ayhancan Güven, ha vinto la 12 Ore di Bathurst alla guida della Porsche 911 GT3 R.

#### Hypercar
Nel 2022 partecipa a diversi test con la nuova Porsche 963 LMDh. Il 24 giugno del 2022 viene presentata ufficialmente la nuova Porsche 963 e Campbell viene annunciato come pilota ufficiale. Il brasiliano porterà in pista la 963 nel Campionato IMSA WeatherTech SportsCar in equipaggio con Felipe Nasr e Michael Christensen.

### Formula E
Nel aprile del 2024 Campbell prende parte ai Rookie test della Formula E sul Circuito di Misano con il team Porsche.

## Risultati

### Risultati nel WEC
| Anno    | Squadra                   | Classe   | Vettura            | SPA | LMS | SIL | FUJ | SHA | SEB | SPA | LMS | Punti | Pos. |
| ------- | ------------------------- | -------- | ------------------ | --- | --- | --- | --- | --- | --- | --- | --- | ----- | ---- |
| 2018-19 | Dempsey-Proton Racing     | LMGTE Am | Porsche 911 RSR    | 4   | 1   | 1   | DSQ | 1   | 1   | 1   | 2   | 110   | 2°   |
| Anno    | Squadra                   | Classe   | Vettura            | SIL | FUJ | SHA | BHR | COA | SPA | LMS | BHR | Punti | Pos. |
| 2019-20 | Dempsey-Proton Racing     | LMGTE Am | Porsche 911 RSR    | 5   | 5   | 11  | 6   | 5   | 2   | 2   |     | 98,5  | 8°   |
| Anno    | Squadra                   | Classe   | Vettura            | SPA | ALG | MON | LMS | BHR | BHR |     |     | Punti | Pos. |
| 2021    | Dempsey-Proton Racing     | LMGTE Am | Porsche 911 RSR-19 | Rit | Rit | 5   | 4   | 2   | 2   |     |     | 79    | 3°   |
| Anno    | Squadra                   | Classe   | Vettura            | QAT | IMO | SPA | LMS | SÃO | COA | FUJ | BHR | Punti | Pos. |
| 2024    | Porsche Penske Motorsport | Hypercar | Porsche 963        | 3   | 3   | Rit | 6   | 3   | 7   | Rit | 2   | 104   | 5°   |
| Anno    | Squadra                   | Classe   | Vettura            | QAT | IMO | SPA | LMS | SÃO | COA | FUJ | BHR | Punti | Pos. |
| 2025    | Porsche Penske Motorsport | Hypercar | Porsche 963        | 11  | 8   |     | 2   |     |     |     |     | 40*   |      |
| Legenda |                           |          |                    |     |     |     |     |     |     |     |     |       |      |

* Stagione in corso.

### Risultati nella IMSA
| Anno    | Team                      | Classe  | Vettura            | 1      | 2     | 3     | 4     | 5     | 6     | 7     | 8     | 9     | 10    | 11  | 12    | Punti | Pos. |
| ------- | ------------------------- | ------- | ------------------ | ------ | ----- | ----- | ----- | ----- | ----- | ----- | ----- | ----- | ----- | --- | ----- | ----- | ---- |
| 2019    | Park Place Motorsports    | GTD     | Porsche 911 GT3 R  | DAY 7  | SEB   | MDO   | DET   | WGL   | MOS   |       |       |       |       |     |       | 85    | 30°  |
| 2019    | Wright Motorsports        | GTD     | Porsche 911 GT3 R  |        |       |       |       |       |       | LIM 5 |       |       |       |     |       | 85    | 30°  |
| 2019    | Pfaff Motorsports         | GTD     | Porsche 911 GT3 R  |        |       |       |       |       |       |       | ELK 1 | VIR   | LGA   | PET |       | 85    | 30°  |
| 2020    | Porsche GT Team           | GTLM    | Porsche 911 RSR-19 | DAY 3  | DAY   | SEB   | ELK   | VIR   | ATL   | MDO   | CLT   | PET 1 | LGA   | SEB |       | 65    | 11°  |
| 2021    | Pfaff Motorsports         | GTD     | Porsche 911 GT3 R  | DAY 12 |       | MDO   |       |       |       |       |       |       |       |     |       | 222   | 61°  |
| 2021    | WeatherTech Racing        | GTLM    | Porsche 911 RSR-19 |        | SEB 1 |       | DET   | WGL 5 | WGL 3 | LIM   | ELK 1 | LGA 3 | LBH   | VIR | PET 1 | 2084  | 4°   |
| 2022    | Pfaff Motorsports         | GTD Pro | Porsche 911 GT3 R  | DAY 1  | SEB 5 | LBH 6 | LGA 1 | WGL 3 | MOS 1 | LIM 1 | ELK 2 | VIR 1 | PET 3 |     |       | 3497  | 1°   |
| 2023    | Porsche Penske Motorsport | GTP     | Porsche 963        | DAY 7  | SEB 5 | LBH   | LGA   | WGL   | MOS   | ROA   | IMS   | PET   |       |     |       | 556*  |      |
| 2024    | Porsche Penske Motorsport | GTP     | Porsche 963        | DAY 1  | SEB 3 | LBH   | LGA   | DET   | WGL   | ELK   | IMS   | PET 3 |       |     |       | 1038  | 15°  |
| 2025    | Porsche Penske Motorsport | GTP     | Porsche 963        | DAY 3  | SEB 2 | LBH   | LGA   | DET   | WGL   | ELK   | IMS   | PET   |       |     |       | 669*  |      |
| Legenda |                           |         |                    |        |       |       |       |       |       |       |       |       |       |     |       |       |      |

*Stagione in corso.

### Risultati nella 24 Ore di Daytona
| Anno | Team                      | Co-piloti                                    | Auto               | Classe  | Giri | Pos. | Class Pos. |
| ---- | ------------------------- | -------------------------------------------- | ------------------ | ------- | ---- | ---- | ---------- |
| 2019 | Park Place Motorsports    | Patrick Long Patrick Lindsey Nick Boulle     | Porsche 911 R      | GTD     | 560  | 23°  | 7°         |
| 2020 | Porsche GT Team           | Frédéric Makowiecki Nick Tandy               | Porsche 911 RSR-19 | GTLM    | 786  | 15°  | 3°         |
| 2021 | Pfaff Motorsports         | Lars Kern Zacharie Robichon Laurens Vanthoor | Porsche 911 GT3 R  | GTD     | 702  | 36°  | 12°        |
| 2022 | Pfaff Motorsports         | Mathieu Jaminet Felipe Nasr                  | Porsche 911 GT3 R  | GTD Pro | 711  | 18°  | 1°         |
| 2023 | Porsche Penske Motorsport | Michael Christensen Felipe Nasr              | Porsche 963        | GTP     | 749  | 18°  | 7°         |
| 2024 | Porsche Penske Motorsport | Dane Cameron Felipe Nasr Josef Newgarden     | Porsche 963        | GTP     | 791  | 1°   | 1°         |
| 2025 | Porsche Penske Motorsport | Kévin Estre Mathieu Jaminet                  | Porsche 963        | GTP     | 781  | 3°   | 3°         |

### Risultati nella 24 Ore di Le Mans
| Anno | Team                      | Co-piloti                               | Auto               | Classe   | Giri | Pos. | Class Pos. |
| ---- | ------------------------- | --------------------------------------- | ------------------ | -------- | ---- | ---- | ---------- |
| 2018 | Dempsey-Proton Racing     | Christian Ried Julien Andlauer          | Porsche 911 RSR    | GTE Am   | 335  | 25°  | 1°         |
| 2019 | Dempsey-Proton Racing     | Christian Ried Julien Andlauer          | Porsche 911 RSR    | GTE Am   | 332  | 34°  | 4°         |
| 2020 | Dempsey-Proton Racing     | Christian Ried Riccardo Pera            | Porsche 911 RSR    | GTE Am   | 339  | 25°  | 2°         |
| 2021 | Dempsey-Proton Racing     | Christian Ried Jaxon Evans              | Porsche 911 RSR-19 | GTE Am   | 335  | 31°  | 5°         |
| 2022 | Proton Racing             | Michael Fassbender Zacharie Robichon    | Porsche 911 RSR-19 | GTE Am   | 329  | 51°  | 16°        |
| 2024 | Porsche Penske Motorsport | Michael Christensen Frédéric Makowiecki | Porsche 963        | Hypercar | 311  | 6°   | 6°         |
| 2025 | Porsche Penske Motorsport | Kévin Estre Laurens Vanthoor            | Porsche 963        | Hypercar | 387  | 2°   | 2°         |